# Team Lakay Wushu
Il Team Lakay Wushu, noto anche come Team Lakay oppure Lakay MMA, è un'accademia di arti marziali miste filippina con sede a La Trinidad, nella provincia di Benguet. Tra i più importanti team del continente asiatico, ha sfornato diversi combattenti di ONE Championship (ONE), Pacific X-treme Combat (PXC) e Universal Reality Combat Championship (URCC). 
I lottatori del Team Lakay sono noti per l'utilizzo di uno stile di combattimento distintivo che integra elementi delle arti marziali cinesi (wushu) al sanda (sanshou).

## Storia
La squadra fu fondata nel 2003 dall'artista marziale misto Marquez Sangiao, istruttore presso l'Accademia Militare Filipina e l'Università delle Cordilleras.
Già dai suoi primi anni d'attività l'accademia riuscì a portare diversi lottatori nella Universal Reality Combat Championship (URCC), la prima promozione filippina di arti marziali miste. Grazie a un accordo esclusivo tra la URCC e l'emittente televisiva ABS-CBN, la popolarità del Team Lakay crebbe a partire dagli anni duemiladieci, tanto che diversi suoi componenti — quali Eduard Folayang, Kevin Belingon, Rey Docyogen e Tristan Rebuyaco — iniziarono a ottenere importanti contratti in federazioni straniere come la Pacific X-treme Combat (PXC) e la ONE Fighting Championship (ONE FC). Fu proprio quest'ultima promozione a coronare il primo campione mondiale filippino nella storia delle arti marziali miste, con la vittoria del membro del Team Lakay Honorio Banario sul connazionale Eric Kelly nel 2013 per il titolo inaugurale ONE FC dei pesi piuma.

## Atleti di rilievo
- Eduard Folayang – campione dei pesi leggeri ONE e dei pesi welter URCC
- Kevin Belingon – campione dei pesi gallo ONE e dei pesi mosca URCC
- Honorio Banario – campione dei pesi piuma ONE e dei pesi leggeri URCC
- Geje Eustaquio – campione dei pesi mosca ONE
- Joshua Pacio – campione dei pesi paglia ONE
- Danny Kingad
- Lito Adiwang
- Edward Kelly
- Gina Iniong
- Jenelyn Olsim
- Stephen Loman
- Jhanlo Sangiao
- Mark Eddiva
- Roldan Sangcha-an
- Dave Galera
- Rey Docyogen
- Tristan Rebuyaco